# ロマン・ヤレムチュク
ロマン・オレホーヴィチ・ヤレムチュク（ウクライナ語: Роман Олегович Яремчук, 英語: Roman Olehovych Yaremchuk、1995年11月27日 - ）は、ウクライナ・リヴィウ出身のサッカー選手。ウクライナ代表。バレンシアCF所属。ポジションはフォワード。

## クラブ歴
地元のFCカルパティ・リヴィウでサッカーを始め、FCディナモ・キーウの下部組織に移った。FCディナモ-2・キーウで2013年7月14日に選手初出場を記録。2016年夏にFCオレクサンドリーヤに期限付き移籍し、10月にはウクライナ・プレミアリーグ月間最優秀選手賞に選出された。同年末にディナモ・キーウに復帰した。
2017年8月に4年契約でKAAヘントに移籍。同月27日の試合でママドゥ・シラに代えて投入されベルギー初出場。11月3日にデイベル・マチャドのアシストで移籍後初得点を記録した。2020年1月20日にアキレス腱の手術を行った。
2021年7月31日、SLベンフィカと2026年までの契約を結んだ。
2022年8月29日、クラブ・ブルッヘに移籍した。契約期間は4年間。
2023年9月1日、バレンシアCFにレンタル移籍した。

## 代表歴
アンダー代表としてはUEFA U-19欧州選手権2014、2015 FIFA U-20ワールドカップに出場した。
A代表初出場は2018年9月6日に行われたUEFAネーションズリーグ2018-19リーグBグループ1のスロバキア代表戦であった。A代表初得点は2019年6月7日に行われたUEFA EURO 2020予選のセルビア代表戦であった。
2021年、ユーロ2020、グループリーグ初戦のオランダ戦ではFKから2-2とする同点ゴールを挙げたが、試合は2-3と敗れた。第2戦の北マケドニア戦でも1ゴールを挙げて勝利に貢献した。